# Stazione di Masio-Quattordio
La stazione di Masio-Quattordio era una fermata ferroviaria posta lungo la linea Torino-Genova, al servizio dei comuni omonimi di Masio e Quattordio.

## Storia
Anche se ufficialmente soppressa solo nel 2003, la fermata non era più servita da alcun servizio ferroviario dal 1992.

## Strutture ed impianti
La fermata disponeva di due banchine a servizio dei due binari della linea, collegate mediante passaggio sotterraneo.